# Усть-Лабинская (станция)
У́сть-Лаби́нская — железнодорожная станция Краснодарского региона Северо-Кавказской железной дороги, находящаяся в городе Усть-Лабинске Краснодарского края.

## Сообщение по станции
По состоянию на август 2015 года по станции курсируют следующие поезда пригородного сообщения:
| Пригородное         | Пригородное                  | Пригородное         | Пригородное                  |
| № поезда            | Маршрут движения             | № поезда            | Маршрут движения             |
| ------------------- | ---------------------------- | ------------------- | ---------------------------- |
| 6247/6727           | Армавир — Краснодар          | 6732/6248           | Краснодар — Армавир          |
| 6329/6331/6337/6339 | Минеральные Воды — Краснодар | 6340/6338/6336/6334 | Краснодар — Минеральные Воды |
| 6725                | Усть-Лабинская — Краснодар   | 6736                | Краснодар — Усть-Лабинская   |
| 6735                | Кавказская — Краснодар       | 6728                | Краснодар — Кавказская       |

### Дальнее
| Круглогодичное обращение поездов | Круглогодичное обращение поездов | Круглогодичное обращение поездов | Круглогодичное обращение поездов |
| № поезда                         | Маршрут движения                 | № поезда                         | Маршрут движения                 |
| -------------------------------- | -------------------------------- | -------------------------------- | -------------------------------- |
| 377                              | Москва — Новороссийск            | 378                              | Новороссийск — Москва            |
| 677                              | Владикавказ — Новороссийск       | 678                              | Новороссийск — Владикавказ       |
| 817 «Ласточка»                   | Кисловодск — Краснодар           | 818 «Ласточка»                   | Краснодар — Кисловодск           |

| Сезонное обращение поездов | Сезонное обращение поездов | Сезонное обращение поездов | Сезонное обращение поездов |
| № поезда                   | Маршрут движения           | № поезда                   | Маршрут движения           |
| -------------------------- | -------------------------- | -------------------------- | -------------------------- |
| 607                        | Владикавказ — Анапа        | 608                        | Анапа — Владикавказ        |